# Takashina no Kishi
Takashina no Kishi o Takako (高階貴子?   ¿? - octubre de 996) era una poetisa y cortesana japonesa que vivió a mediados de la era Heian. Pertenece a lista antológica de las treinta y seis mujeres inmortales de la poesía. También era conocida como Kō no Naishi (高内侍?) o Gidō Sanshi no Haha (儀同三司母?) y fue madre de Fujiwara no Korechika, quien ostentó el cargo gubernamental de Gidō Sanshi (儀同三司?). Su padre fue Takashina no Naritada y su madre es desconocida.

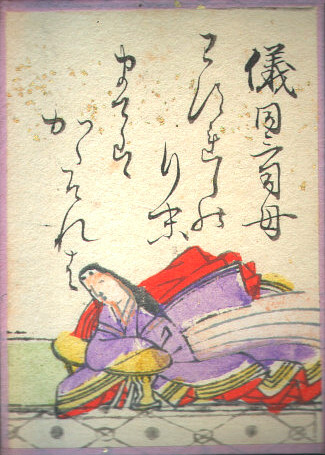
Takashina no Kishi, en el Hyakunin Isshu.

Fue prolífica con la poesía waka y escribió numerosas obras literarias en prosa y verso. Sirvió en la Corte Imperial durante el reinado del Emperador En'yū y tuvo profunda admiración con la cultura china. Durante ese periodo, contrajo matrimonio con el regente Fujiwara no Michitaka, del cual tuvieron tres hijos y cuatro hijas, entre los que se destacan Korechika, Fujiwara no Takaie y el monje Ryūen, entre los varones. Entre las hijas se encontraba Teishi, quien se convirtió en consorte del Emperador Ichijō; Genshi, consorte del Emperador Sanjō y dos más sin nombre que también se casaron con miembros de la Familia Imperial.
Hacia 990, su esposo se convierte en regente del Emperador Ichijō y su hijo Korechika ascendió gradualmente en los cargos gubernamentales, con el fin de suceder a Michitaka como regente. Sin embargo, la repentina muerte de Michitaka en 995 generó una lucha de poder entre Korechika y su tío Fujiwara no Michinaga y este último desplazó a la familia de Kishi. En 996, luego de un incidente que involucró a Korechika y Takaie con el Emperador Retirado Kazan, toda la familia fue obligada a exiliarse a la provincia de Izumo. Kishi suplicó para que no fuese exiliada, pero fue en vano y en el momento en que viajaba cayó enferma; a pesar de los cuidados de sus hijos falleció en ese mismo año. Se cree que tenía alrededor de 40 años cuando murió.
Uno de sus poemas está incluido en la antología poética Hyakunin Isshu.